# 483 v. Chr.
Portal Geschichte | Portal Biografien | Aktuelle Ereignisse | Jahreskalender | Tagesartikel

◄ |
6. Jahrhundert v. Chr. |
5. Jahrhundert v. Chr. |
4. Jahrhundert v. Chr. |
►

◄ | 500er v. Chr. | 490er v. Chr. | 480er v. Chr. | 470er v. Chr. |
460er v. Chr. |
►

◄◄ | ◄ | 486 v. Chr. | 485 v. Chr. | 484 v. Chr. | 483 v. Chr. |
482 v. Chr. |
481 v. Chr. |
480 v. Chr. |
► |
►►

## Ereignisse

### Perserkriege/Griechenland

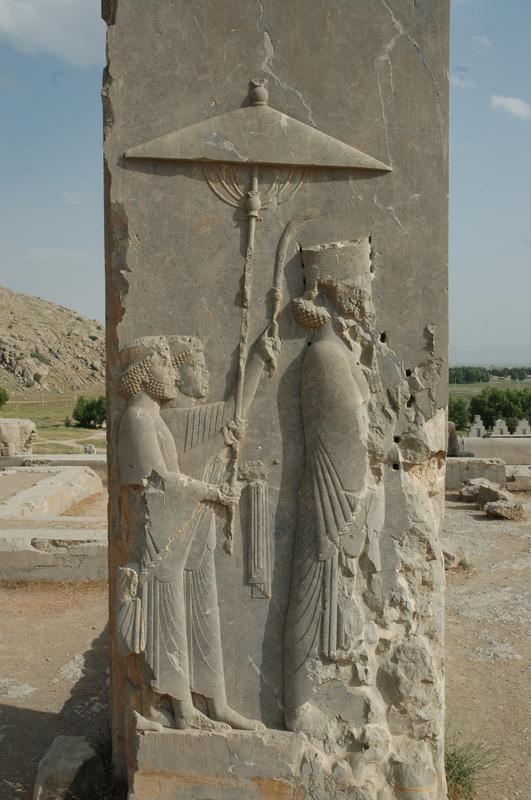
Relief des Xerxes am Eingang seines Palastes in Persepolis

Der persische Großkönig Xerxes I. aus der Dynastie der Achämeniden bereitet nach der Niederschlagung des Aufstands in Ägypten einen weiteren Feldzug gegen die griechischen Stadtstaaten vor. Unter anderem befiehlt er den Bau eines Kanals durch den Isthmus von Athos, der drei Jahre in Anspruch nehmen wird. Damit will er eine Katastrophe wie neun Jahre zuvor vermeiden, als die persische Flotte unter dem Befehl von Mardonios durch einen Sturm vor Athos gescheitert ist.
Aristeides, Gegner der Flottenpläne des Themistokles, wird durch ein Scherbengericht aus Athen verbannt.

### Westliches Mittelmeer
- Marcus Fabius Vibulanus aus dem Patriziergeschlecht der Fabier wird Konsul der Römischen Republik.
- Theron, Tyrann von Akragas, erobert die nordsizilische Stadt Himera und vertreibt den dortigen Tyrannen Terillos von Himera. Terillos bittet daraufhin  die Karthager um Hilfe, die eine große Streitmacht ausrüsten, in Panormos landen und gegen Himera marschieren.
- Gelon von Syrakus, Tyrann aus dem Geschlecht der Deinomeniden, zerstört in einem Feldzug die Stadt Megara Hyblaea.

## Gestorben
- um 483 v. Chr.: Siddhartha Gautama, indischer Weisheitslehrer und Religionsstifter, Begründer des Buddhismus (* 563 v. Chr.)